# 紀元前5世紀

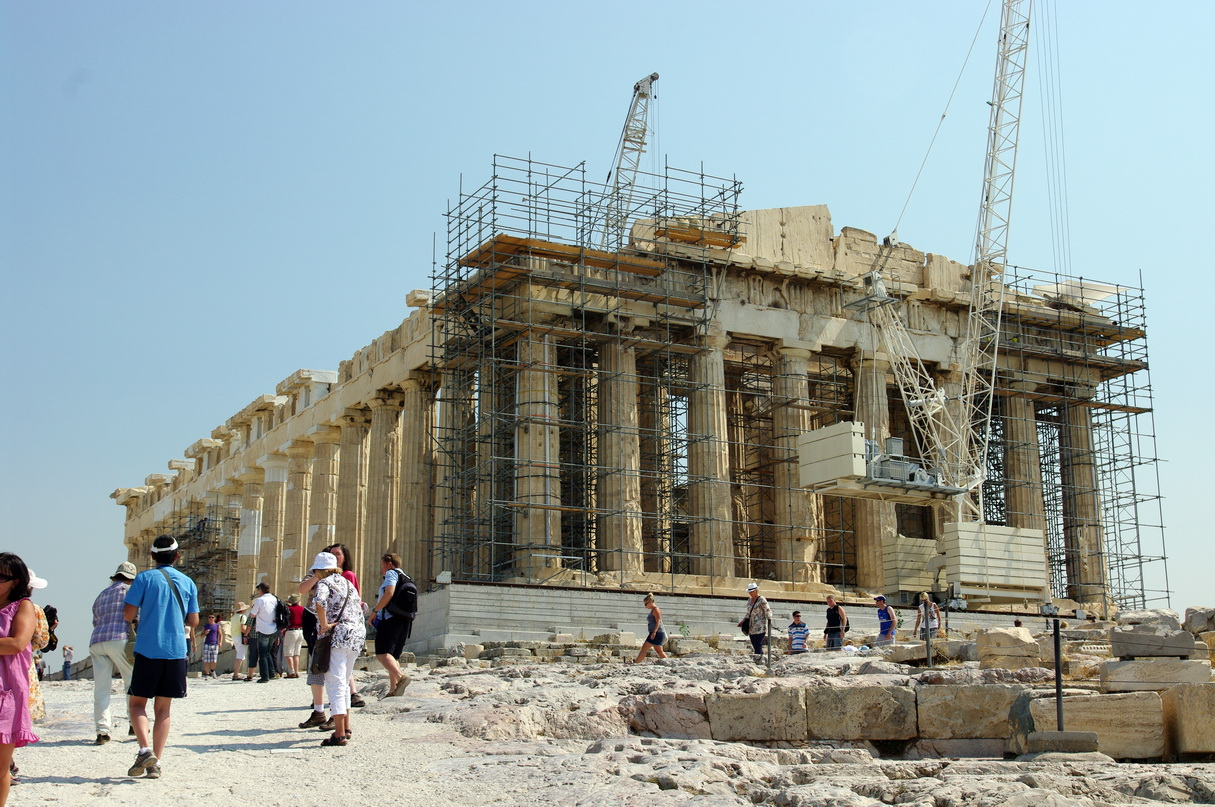
パルテノン神殿。アテナイのアクロポリスに建つアテナ女神に捧げられた神殿で、ペルシア戦争に勝利した後に、将軍ペリクレスによって再建がなされ、今あるような姿となった。

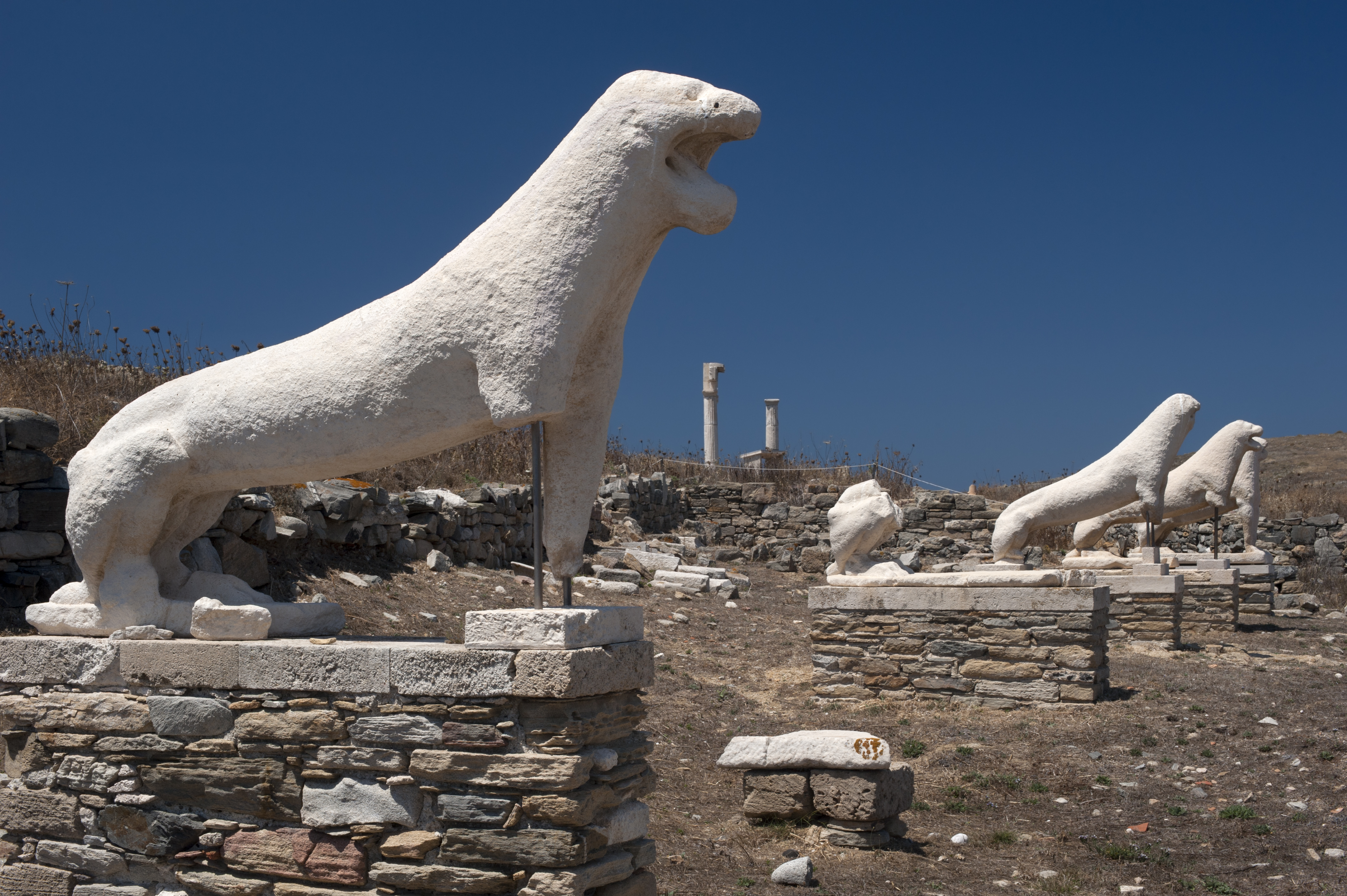
デロス島。全盛期のアテナイはこのデロス島に金庫を置いてデロス同盟を支配した。画像は紀元前7世紀にナクソス人が奉納したと伝わるデロス島のライオンの回廊（レプリカ）。

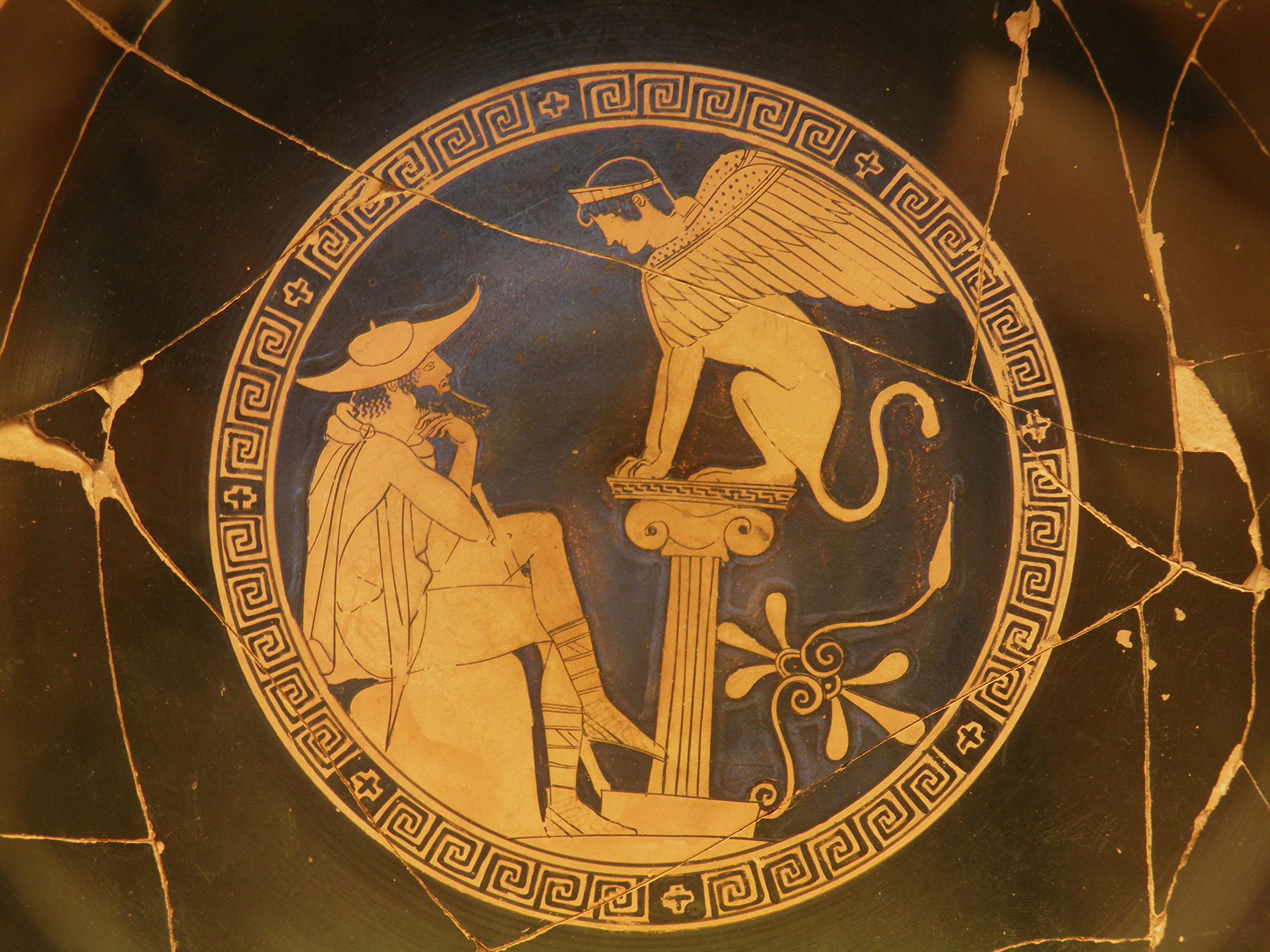
ギリシア悲劇の黄金時代。繁栄するアテナイではアイスキュロス・ソフォクレス・エウリピデスら悲劇詩人が活躍し、彼らの作品は多くの観衆の涙を誘った。画像はソフォクレスの悲劇でも有名なオイディプスと怪物スフィンクスを描いた赤絵式陶器。

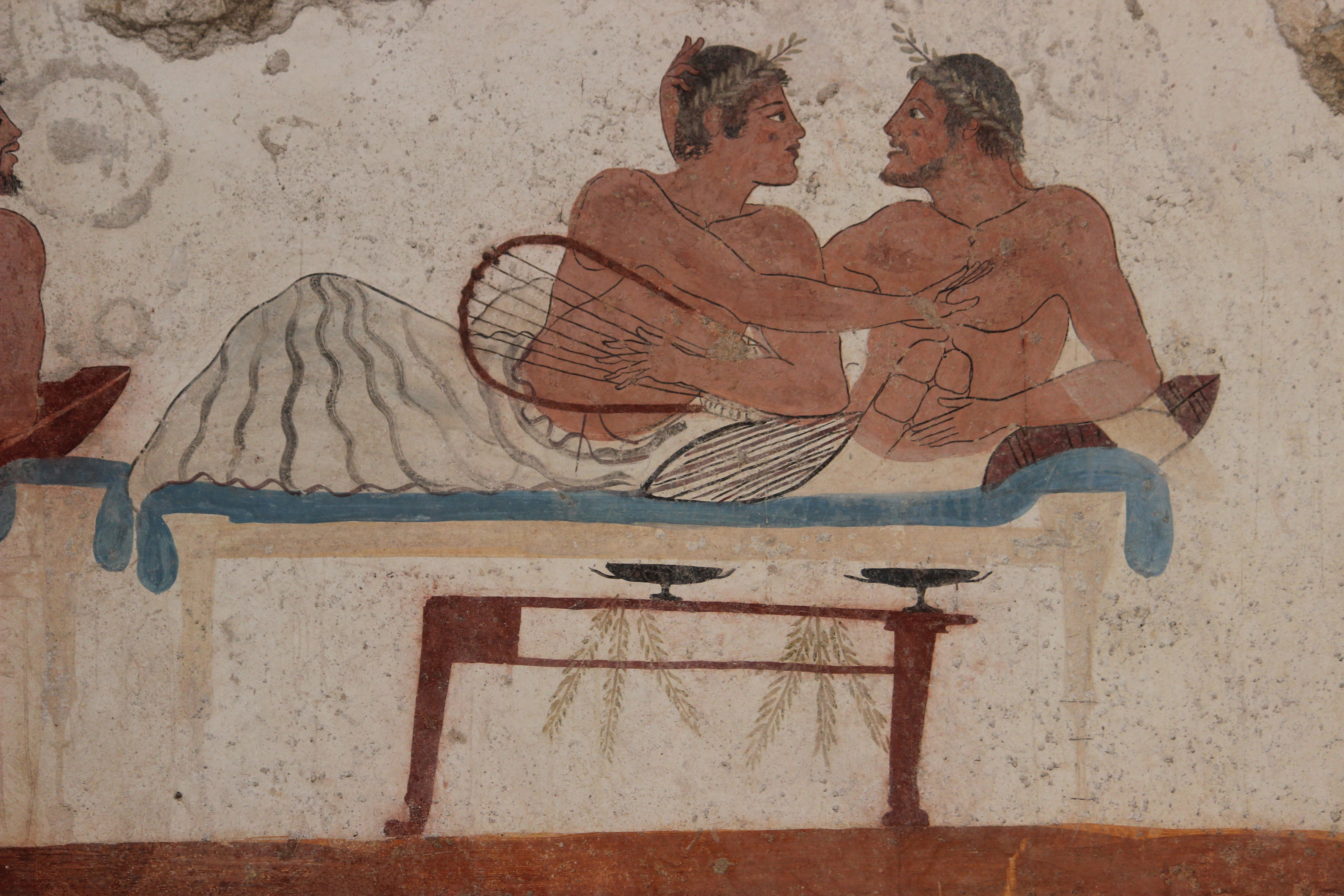
「ダイバーの墓」。マグナ・グラエキア（イタリア南部）の都市パエストゥムの近郊で発見された墓で、この時代の風俗を描いた貴重なフレスコ画が残っている。

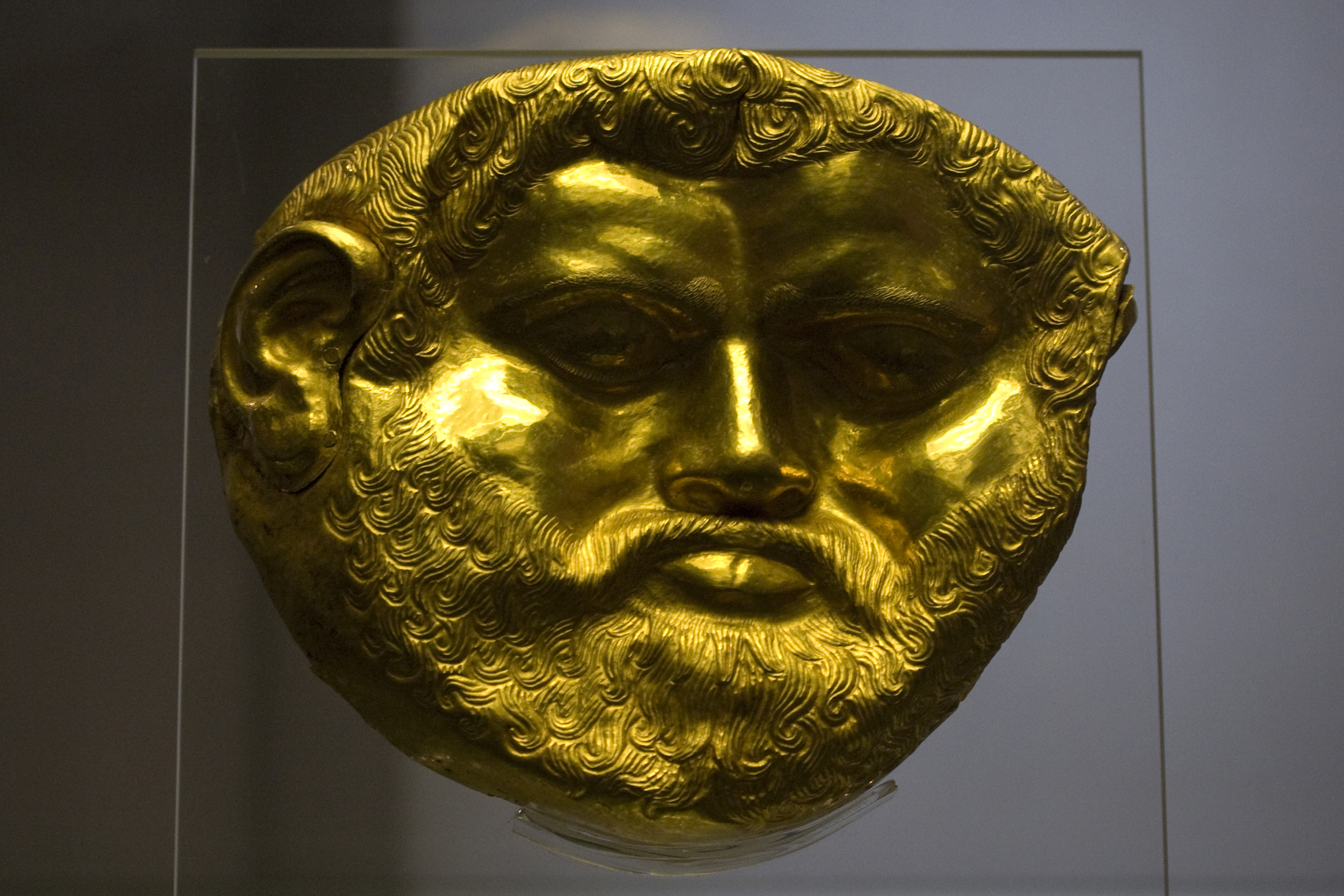
オドリュサイ王国の勃興。現在のブルガリアを拠点とするトラキア人の最初の統一国家が生まれたのは紀元前480年頃のことである。黄金による工芸に優れ多くの遺宝が残されている。画像は初代王テレス1世のものとされる黄金のマスク。

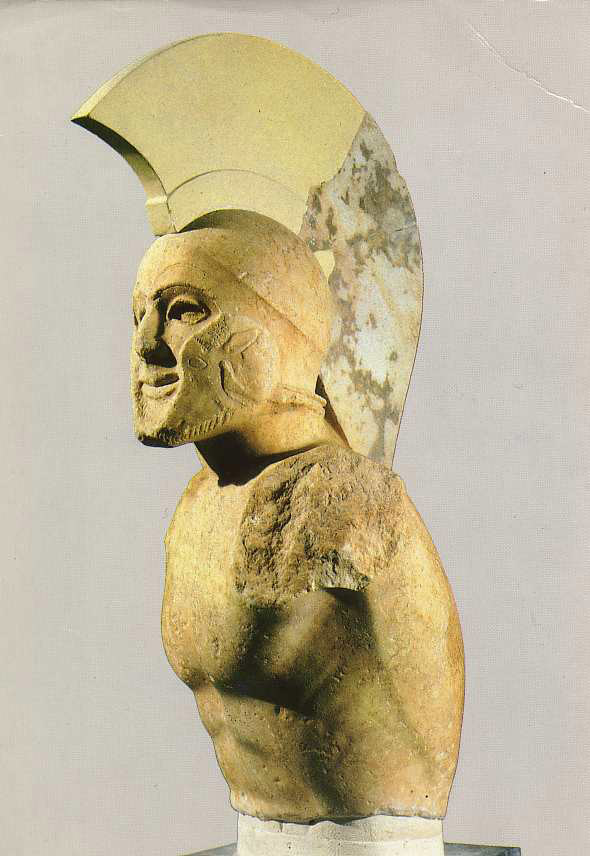
テルモピュライの悲劇。ペルシア戦争でスパルタ王レオニダス1世とその配下の兵士がペルシア軍100万人に対し300人で奮戦したが、刀折れ矢尽きて敢え無く玉砕した。画像はレオニダスの肖像彫刻として伝わる重装歩兵の大理石像 (スパルタ考古学博物館蔵）。

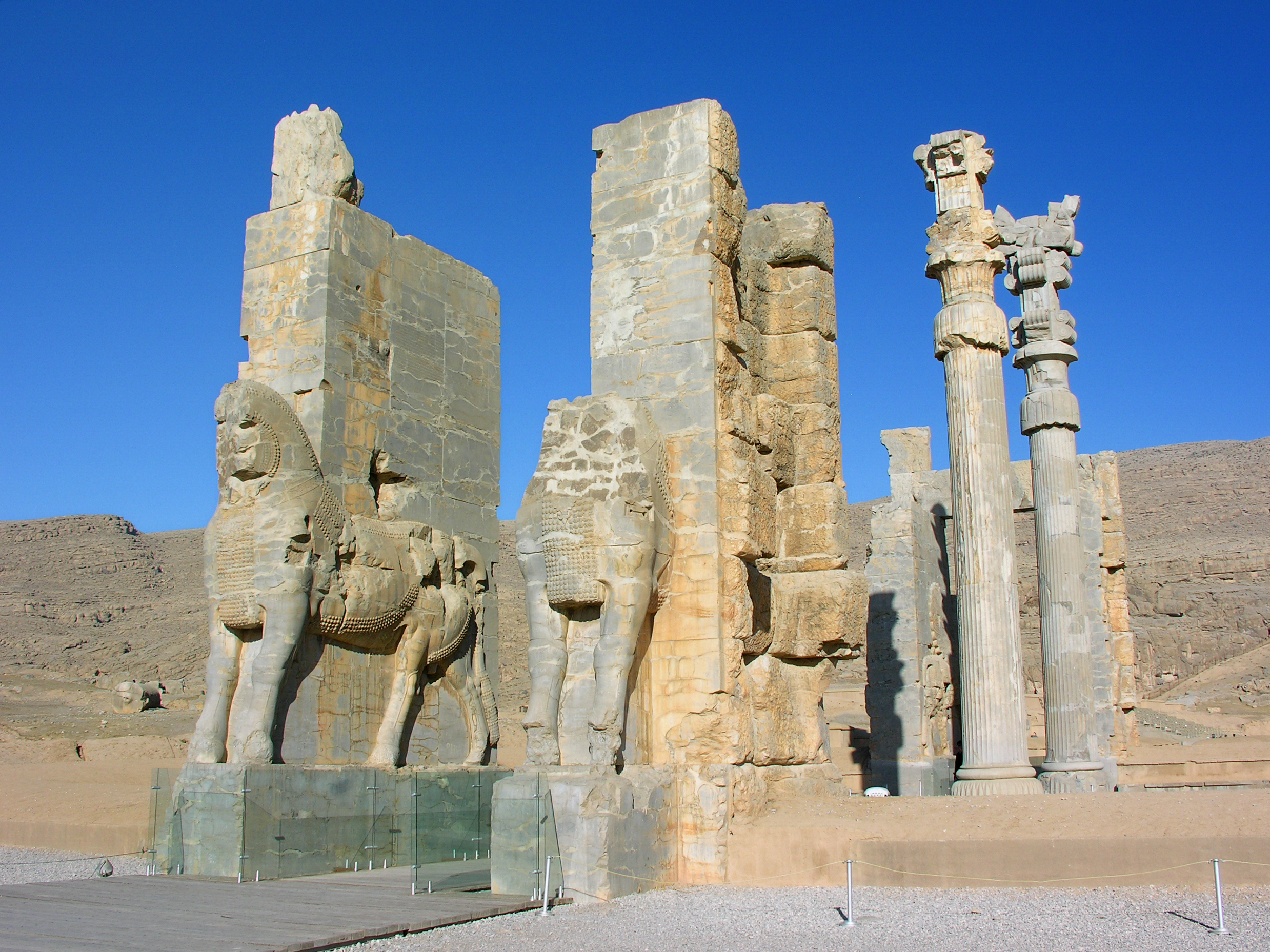
「万国の門」。ペルセポリスはダレイオス1世以後も拡張が続けられているが、その北西に設置されたのがこの門で、ペルシア語・エラム語・バビロニア語の三言語で君主クセルクセス1世と神アフラ・マズダへの礼讃が記され「クセルクセス門」とも呼ばれている。

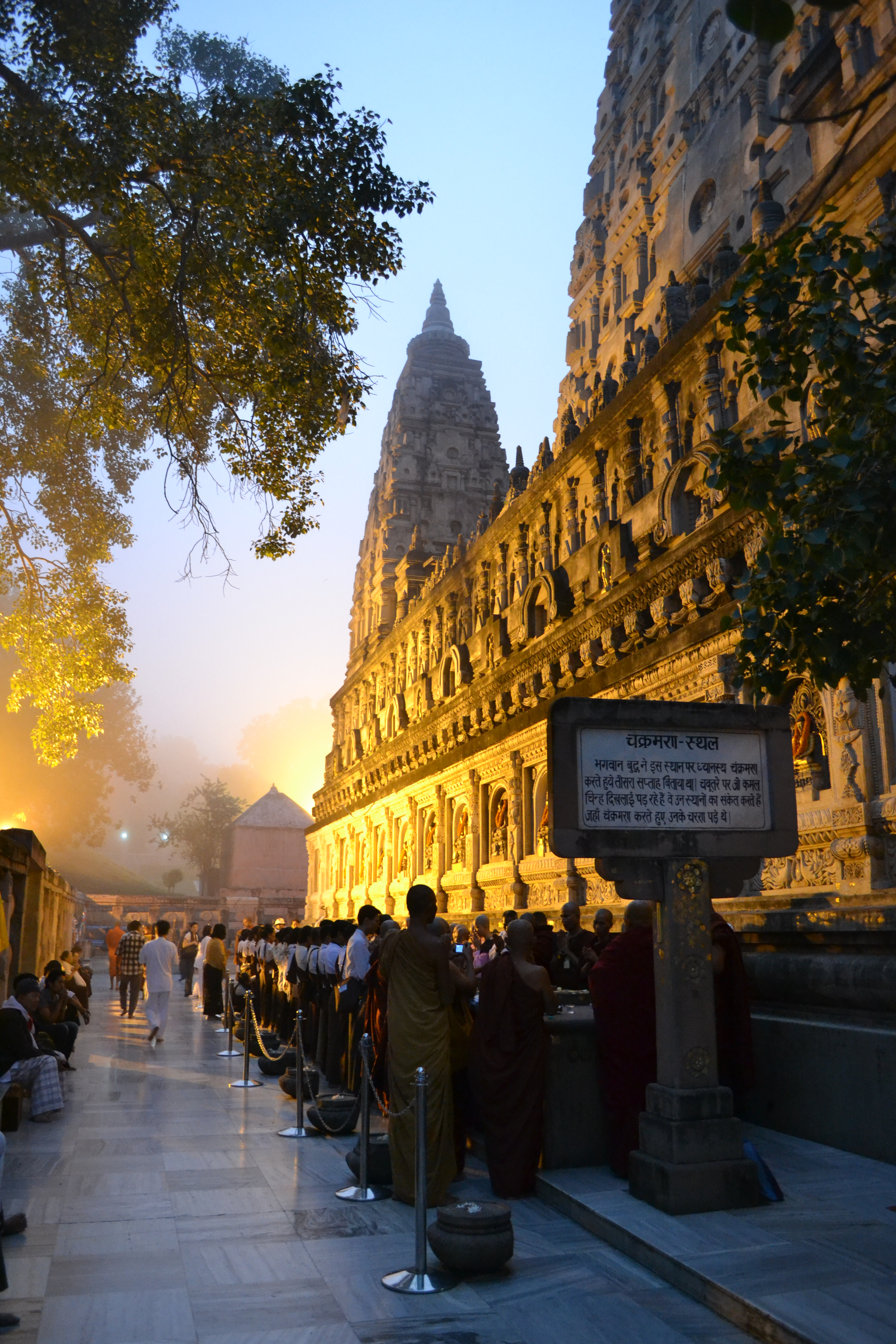
釈迦成道の聖地ブッダガヤ。八大聖地の一つとされ、大菩提寺（マハーボーディー寺）には多くの信者が集まる。

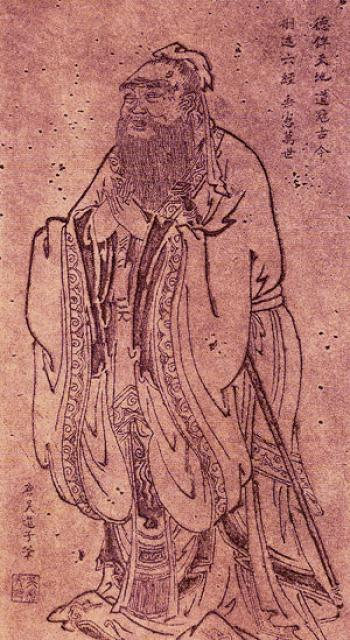
儒家の孔子。政治的には不遇だったが『論語』にまとめられたその教えは後世に大きな影響を与えた。画像は唐の呉道玄によるもの。

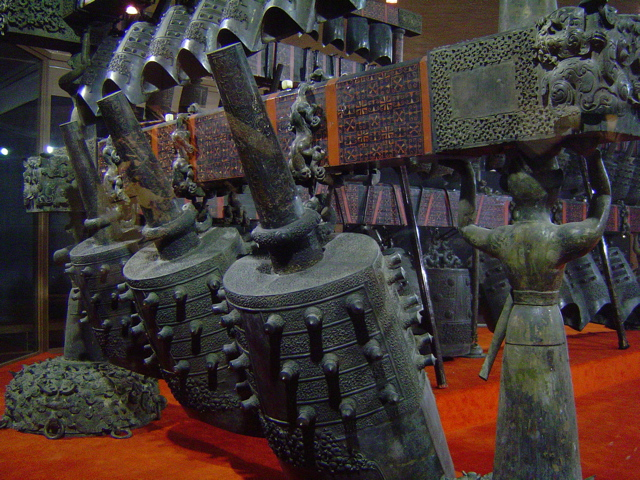
曾侯乙墓。中国の湖北省随県で発見された戦国時代初期の墓で、青銅製の礼器の他に多くの副葬品が発掘された。画像は総重量2567kgで65個の鐘からなる編鐘で完全な形で残っており、現在は中国の一級文物となっている。

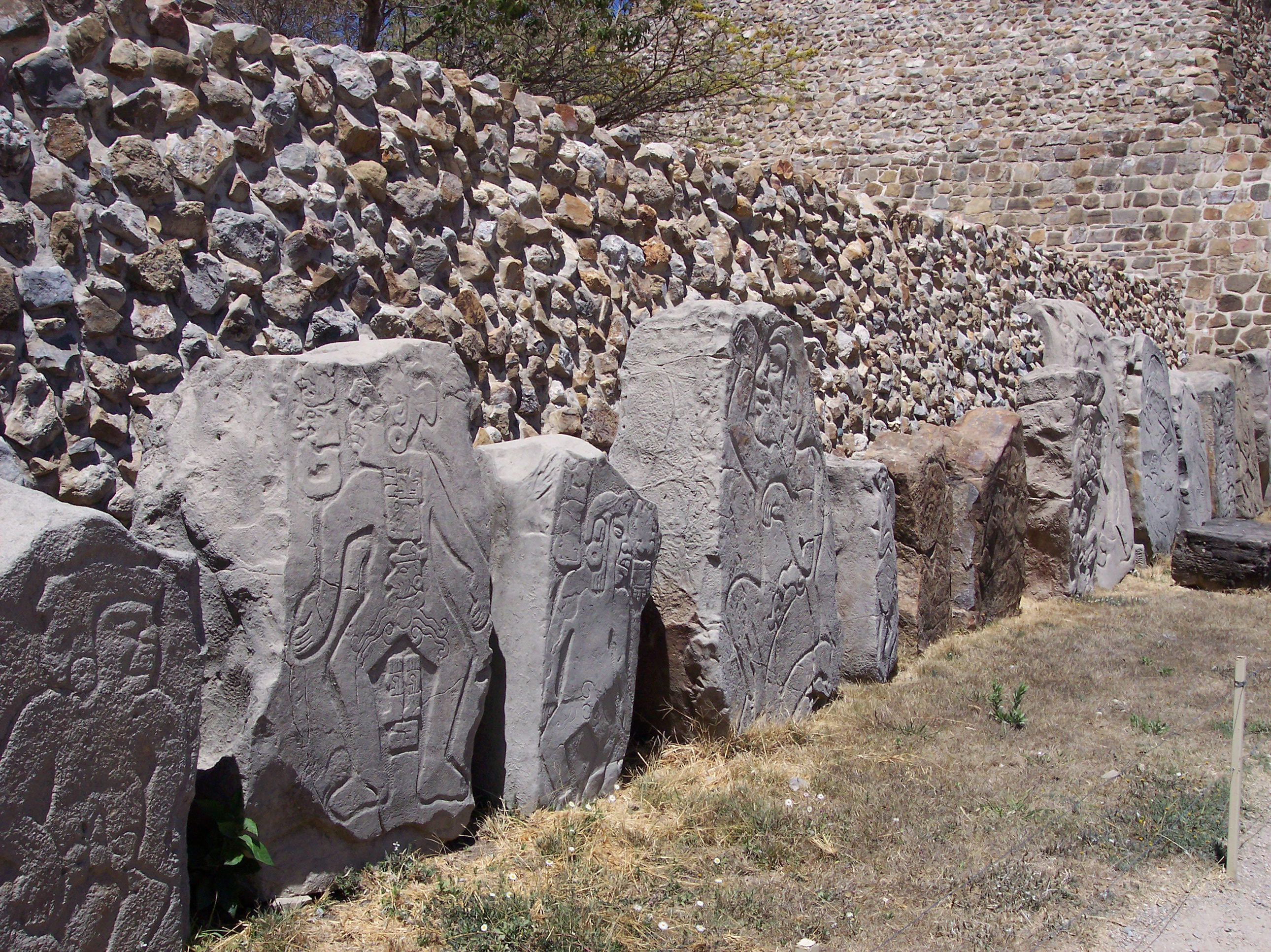
モンテ・アルバン。メキシコ南部オアハカにあるサポテカ文化を代表する遺跡。紀元前5世紀までにはオアハカ盆地は政治的に統一され、「踊る人々の神殿」が着工された。画像は神殿前に置かれた「踊る人々」の石彫。

紀元前5世紀（きげんぜんごせいき）は、西暦による紀元前500年から紀元前401年までの100年間を指す世紀。

## できごと

### 紀元前500年代
- 紀元前5世紀頃が弥生時代の始まりと考えられていたが、紀元前10世紀まで遡る可能性が高まってきた。それにつれて、縄文土器時代の終わりも遡ることになる。
- 紀元前5世紀 - スイスのヌーシャテル湖北岸にあるラ・テーヌ遺跡が形成される。
- 紀元前5世紀 - ローマ市のラピス・ニゲル遺跡から出土した石碑文に最古級のラテン語が書かれる。
- 紀元前5世紀 - ケルト系民族のイベリア半島進出により、先住民と混交しケルティベリア人が形成される。
  - イベリア半島各地に残る「ベラッコ（英語版）（家畜の石像）」はこの時代のもの。
- 紀元前5世紀 - ナイジェリア中央ジョス高原で初期鉄器文化のノク文化が発展（ - 2世紀）。
- 紀元前5世紀 - タジキスタンのオクサス川中流域タフティ・サンギーン（英語版）の神殿に「オクサスの遺宝（英語版）（大英博物館蔵）」が奉納される。
- 紀元前5世紀 - シベリアのパジリク古墳群に「ウコクの王女」が埋葬される。
- 紀元前5世紀 - 中国河南省固始県城北の侯古堆1号墓の被葬者が埋葬される。
- 紀元前500年頃 - メキシコのオアハカ盆地のサン＝ホセ＝モゴテ遺跡が放棄され、モンテ・アルバンが建設される。
  - モンテ・アルバンⅠ期を代表する「踊る人々の神殿」が建設され、サポテカ文字が出現。
- 紀元前500年頃 - コロンビアのシヌー川下流域にシヌー文化が成立する。

### 紀元前490年代
- 紀元前499年 - イオニアの反乱よりペルシアとギリシアの間でペルシア戦争が始まる（ - 紀元前449年）。
- 紀元前498年 - 孔子が魯の三桓氏排斥に失敗して追放される。
- 紀元前497年頃 - 紀元前489年頃 - 山西省侯馬晋城遺跡から出土した誓約文書「侯馬盟書」が書かれる。
- 紀元前496年 - レギッルス湖畔の戦い（第一次ラティウム戦争）で共和政ローマがラティウム人に勝利。
- 紀元前494年
  - ローマで「聖山（モンテ・サクロ）事件」（第一次プレブス離脱事件（英語版））。
  - この事件後にプレブスとパトリキが和解。平民会と護民官が置かれる。
  - 呉王夫差が会稽で勝利し、越王勾践は降伏する（会稽の恥）。
- 紀元前493年 - 共和政ローマとラティウム同盟との間にカッシウス条約が結ばれる。
- 紀元前490年
  - マラトンの戦いで、ミルティアデス率いるギリシア軍がペルシア軍を破る。
  - 斉の景公が死去。臨淄（山東省淄博市）の「殉馬坑」はこの時のものか。
- 紀元前490年頃
  - マガダ国のアジャータシャトル王が都パータリプトラを建設する。

### 紀元前480年代
- 紀元前487年 - アテナイのアルコン（最高官職）の選出方法が抽選となる。
- 紀元前486年 - アケメネス朝のダレイオス1世が死去し、クセルクセス1世が即位。
  - ペルセポリスの拡張工事を行い、万国の門（英語版）（クセルクセス門）などを併設。
- 紀元前482年 - 呉王夫差による黄地の会盟。この最中に越が呉を攻撃する。
- 紀元前483年 - アテナイでアッティカ地方のラウリオン銀山の銀の使用方法が討議される。
  - この銀を用いてアテナイのテミストクレスは三段櫂船（トライリーム）100隻の建造を決議させる。
- 紀元前481年
  - シチリア島のエトナ山が噴火（ - 紀元前460年）。
  - 斉の田恒（田成子）がその君簡公壬を殺す。斉の実権が事実上田氏に移る。
  - この年で魯の年代記『春秋』の筆がおかれる（魯の哀公14年・獲麟）。
- 紀元前480年
  - テルモピュライの戦いでペルシア軍がレオニダス王率いるスパルタ軍を全滅させる。
    - 同じ頃、アルテミシオンの海戦でもギリシア軍は撤退。ペルシア軍はアテナイに侵攻し全土を蹂躙する。
    - サラミスの海戦でテミストクレス率いるギリシア軍がペルシア軍に勝利。

  - ヒメラの戦いでシュラクサイ僭主ゲロンがカルタゴ将軍ハミルカル1世に勝利。
    - この勝利を記念してアクラガスの僭主テロンはゼウス・オリンピア神殿を建立。

### 紀元前470年代
- 紀元前479年
  - プラタイアの戦いとミュカレの戦いにギリシア軍が勝利し、ペルシアの侵攻が頓挫する。
    - 「ペンテコンタエティア（英語版）」と呼ばれる「50年間の休戦期間」が始まる。
    - ギリシア側の勝利を記念してデルポイに「青銅の蛇の柱（英語版）（現在はイスタンブル考古学博物館蔵）」が設置される。

  - 孔子が死去し、曲阜の城北の泗水のほとりに葬られる。
- 紀元前478年 - アテナイを盟主とするデロス同盟が結成される（ - 紀元前404年）。
  - この時期のアテナイを「アテナイ海上帝国」とも呼ぶ。一方でスパルタはギリシアでの指導権を放棄し内向化。
- 紀元前474年 - クマイの戦いで、シュラクサイの僭主ヒエロン1世がエトルリアに勝利し、ティレニア海の制海権を握る。
- 紀元前473年 - 越王勾践が都の姑蘇を陥落させ、呉王夫差を自殺に追い込み、呉を滅ぼす。
- 紀元前472年 - 徐州会盟（中国語版）により越王勾践が覇者となる。
- 紀元前471年 - アテナイとピレウスを結ぶ「テミストクレスの壁（英語版）（マクラ・テイケー）」が建設される。
- 紀元前470年頃
  - テミストクレスが陶片追放によりアテナイからアルゴスに亡命。
  - 「デルポイの御者（英語版）」が作られる（デルポイ博物館蔵）。
  - イタリア南部パエストゥムの「ダイバーの墓」が作られ「饗宴」の壁画が描かれる。
  - イタリア中部タルクィニアの「豹の墓（英語版）」が作られ「饗宴」の壁画が描かれる。

### 紀元前460年代
- 紀元前468年 - 越王勾践が都を会稽から瑯琊に遷す。
- 紀元前466年
  - 鳥海山が噴火し、大規模な山体崩壊を引き起こす。
  - エウリュメドン川の戦いでギリシア軍がペルシア軍に勝利。
- 紀元前465年 - ペルシア王クセルクセス1世が側近アルタバノス（英語版）に暗殺される。
- 紀元前464年 - スパルタ地震によりメッセニア人がスパルタ人に蜂起、第三次メッセニア戦争が起こる。
- 紀元前462年 - ペリクレスがエフィアルテスとともにアレオパゴス会議から実権を奪う。
  - アテナイの政治の中心は民会（エクレシア）と評議会（ブーレ）に移行する。
- 紀元前461年 - 第一次ペロポネソス戦争が起こる（ - 紀元前445年）。
- 紀元前460年頃 - アルテミシオンの青銅神像（英語版）（アテネ国立考古学博物館蔵）が作られる。

### 紀元前450年代
- 紀元前456年 - イキリウス法（イタリア語版）の制定によりアウェンティヌス丘が平民居住区に開放される。
- 紀元前454年 - デロス同盟の金庫がデロス島からアテナイに移される。
- 紀元前453年 - 晋陽の戦いで智瑶が敗北、晋が趙・韓・魏に分裂。
- 紀元前451年
  - 共和政ローマで執政官に代わり十人委員会が組織される。
    - 十人委員会により共和政ローマの最古の成文法である十二表法が制定される。
    - この年に十条が制定され、翌年に二条が追加される。

  - アテナイで両親ともにアテネ出身者にのみ市民を限定する市民権法を制定。
- 紀元前450年頃
  - アルプス以北の中央ヨーロッパでラ・テーヌ文化広がる。
  - クレタ島で婚姻や財産の規則をまとめたゴルテュス法典が成立。
  - カルタゴ人の航海者ハンノが西アフリカ湾岸地域を航海し象牙海岸まで達する。

### 紀元前440年代
- 紀元前449年 - カリアスの和約。
- 紀元前447年 - アテナイのパルテノン神殿着工。
- 紀元前445年
  - ペルシアのアルタクセルクセス1世の許可を得てユダヤ総督ネヘミヤがエルサレムの城壁の再建を行う。
  - 共和政ローマでカヌレイウス法を制定。
- 紀元前444年 - ペリクレスがアテナイのストラテゴス（将軍）に選出され、以後これが15年近く続く（ペリクレス時代 - 紀元前430年）。
- 紀元前440年頃 - 「エレウシスの浮彫」（アテネ国立考古学博物館蔵）が作られる。

### 紀元前430年代
- 紀元前438年 - スパルタコス1世が自立しボスポロス王国が成立する。
- 紀元前435年 - ペイディアスによりオリンピアのゼウス像が作成される。
- 紀元前433年 - コリントス系の娘市エピダムノスと母市ケルキュラの紛争。
  - アテナイと組んだケルキュラがコリントスと衝突するシュボタの海戦が起こる。
- 紀元前433年頃 - 曾侯乙墓の被葬者が埋葬される。
- 紀元前431年 - 第二次ペロポネソス戦争が起こる（ - 紀元前404年）。
  - アテナイのペリクレスによる「戦没者追悼演説（英語版）」が行われる。

### 紀元前420年代
- 紀元前429年 - アテナイで疫病の流行（英語版）。
  - アテナイで籠城中のペリクレスが死去。クレオンがアテナイの指導者となる。
- 紀元前428年 - ミュティレネの反乱。
- 紀元前422年 - アンフィポリスの戦いでアテナイが敗北し総司令官クレオンが戦死する。
- 紀元前421年 - ニキアスの和約。

### 紀元前410年代
- 紀元前416年 - アテナイ軍によるメロス島攻略（メロス包囲戦）。
- 紀元前415年 - アテナイがシチリア遠征軍を派遣する。
  - アテナイでヘルメース像破壊事件、遠征途上で総指揮官アルキビアデスがスパルタに亡命。
- 紀元前414年 - 白狄による中山国が成立する。
- 紀元前413年 - シチリアのシュラクサイの戦いでアテナイ軍が敗北し、アテナイ軍のニキアスやデモステネスが処刑される。
- 紀元前411年
  - アンティポンらによりアテナイに四百人寡頭政権（英語版）が建てられるが、民主派に打倒される。
  - アリストパネスの喜劇『女の平和（リューシストラテー）』が上演される。

### 紀元前400年代
- 紀元前408年
  - アテナイのアクロポリスのエレクテイオンが完成する。
  - 魏の文侯が陽狐の戦い（河西の戦い）で秦から河西（黄河の西）を奪う。
- 紀元前405年 - アイゴスポタモイの戦いでペロポネソス同盟がアテナイに勝利。
- 紀元前404年 - アテナイがペロポネソス同盟に降伏し、第二次ペロポネソス戦争終結。
  - スパルタの主導でアテナイに三十人僭主政権が建てられる。
  - フリュギアに亡命中のアルキビアデスが太守ファルナバゾスに暗殺される。
- 紀元前403年 - 趙・韓・魏が周王より諸侯として認定される。
  - これより中国は戦国時代に入る。また司馬光の『資治通鑑』はこの年より記述が始まる。
- 紀元前403年 - トラシュブロス率いる民主派がアテナイの三十人僭主政権を打倒する。
- 紀元前401年 - クナクサの戦いでペルシア王アルタクセルクセス1世が反乱を起こした弟の小キュロスを倒す。
  - 小キュロス配下のギリシア人傭兵軍団はクセノポンらの指揮のもとペルシアからの脱出を敢行。『アナバシス』に記録が残る。
- 紀元前400年前後
  - 「トーディのマルス（英語版）像（ヴァティカン・グレゴリアーノ・エトルリア美術館蔵）」が作られる。
  - 中国人が磁鉄鉱に指極性がある事を発見し、磁気コンパスを発明した。磁気コンパスは、占いに使用された[1]。

## 人物

### 中国（周・春秋時代）
- 伯牙（生没年不詳） - 春秋時代の晋の大夫・音楽家・古琴をよくし鍾子期と交流する・「伯牙絶絃」や「知音」の故事で有名
- 老子（生没年不詳） - 春秋時代の周出身の思想家（道家）・孔子とほぼ同時期か先行するか・架空人物説もあり
- 左丘明（生没年不詳） - 春秋時代の魯の著述家・孔子に前後して活躍か・『春秋左氏伝（左伝）』『国語』の著者か
- 孔子（前551年 - 前479年） - 春秋時代の魯の思想家（儒家）・諸国遍歴後に教育に携わる・言行録に『論語』がある
- 孔門十哲
  - 冉伯牛（前544年 - ？） - 春秋時代の儒者・孔門十哲の一人・徳行に優れる
  - 子路（季路）（前543年 - 前481年） - 春秋時代の儒者・孔門十哲の一人・衛の高官となるが横死・二十四孝の一人
  - 閔子騫（前536年 - 前487年） - 春秋時代の儒者・孔門十哲の一人・二十四孝の一人
  - 子貢（端木賜）（前520年 - 前446年） - 春秋時代の儒者・孔門十哲の一人・魯の外交担当になる
  - 顔回（前514年 - 前483年） - 春秋時代の儒者・孔門十哲の一人・孔子に将来を期待されるが早世する
  - 子夏（卜商）（前504年頃 - 前420年頃） - 春秋時代の儒者・孔門十哲の一人・魏の文侯に仕え李克や西門豹を育成
- 霊公（前540年 - 前493年） - 春秋時代の衛の君主（在位前534年 - 前493年）・弥子瑕や南子の寵愛で有名・『論語』にその名が残る
- 闔閭（？ - 前496年） - 春秋時代の呉の王（在位前514年 - 前496年）・越王勾践に敗れ夫差に復讐を誓わせる
- 夫差（？ - 前473年） - 春秋時代の呉の王（在位前495年 - 前473年）・春秋五覇の一人・父王の仇である越王勾践を捕虜とする
- 勾践（？ - 前465年） - 春秋時代の越の王（在位前496年 - 前465年）・春秋五覇の一人・范蠡の補佐を得て呉を滅ぼす
- 伍子胥（？ - 前485年） - 春秋時代の呉の政治家・軍人・闔閭と夫差に仕え越王勾践を捕虜とする・後に夫差に自殺を命じられる
- 孫武（前535年 - ？） - 春秋時代の呉の思想家（兵家）・兵法書『孫子』の著者・伍子胥とともに楚を攻撃
- 范蠡（生没年不詳） - 春秋時代の越の政治家・軍人・越王勾践に仕え伍子胥とは知略で争う・呉の滅亡後は越から亡命する
- 西施（生没年不詳） - 春秋時代の美女・越王勾践により呉王夫差を篭絡するために送り込まれる・中国四大美人の一人
- 申包胥（生没年不詳） - 春秋時代の楚の政治家・伍子胥とは旧友であったが後に離反・柏挙の戦いで呉に敗北した楚を立て直す
- 田恒（田成子）（生没年不詳） - 春秋時代の斉の政治家・闞止と簡公を殺害し平公を擁立・事実上の斉での田氏支配が始まる
- 公輸盤（前507年 - 前444年） - 春秋時代の魯の工匠・『墨子』『淮南子』では攻城具や兵器を開発し名匠として崇められる
- 曾子（前506年 - ？） - 春秋時代の儒者・『孝経』の著者・弟子に子思や呉起（後に破門）がいる
- 子思（前483年？ - 前402年？） - 春秋時代の儒者・孔子の孫で曾子の弟子・『中庸』の著者か
- 趙無恤（？ - 前425年） - 春秋時代の晋の政治家・六卿の中で政敵だった智瑶を倒し魏や韓とともに晋から独立
- 文侯（？ - 前396年） - 春秋戦国時代の魏の君主（在位前445年 - 前396年）・正式に晋から独立し諸侯に封じられる
- 西門豹（生没年不詳） - 春秋戦国時代の魏の政治家・子夏の弟子・文侯に仕え迷信を排し治水土木を行った故事で有名
- 李克（李悝）（？ - 前395年） - 春秋戦国時代の魏の政治家・子夏の弟子・文侯に仕え成文法を定め富国強兵を進める
- 墨子（前450年 - 前390年頃？） - 戦国時代の思想家（墨家）・『墨子』の著者・「兼愛」「交利」「尚賢」「非攻」の思想で有名

### 地中海世界

#### ギリシア
- ミレトスのヘカタイオス（前550年頃 - 前476年頃） - 年代記作者（ロゴグラポス）・神話と歴史の分離を主張・イオニアの反乱で大使を務める
- アリスタゴラス（生没年不詳） - ミレトスの指導者・イオニアの反乱の黒幕となりペルシア帝国に抵抗・ギリシアの諸ポリスを紛争に巻き込む
- シモニデス（前556年頃 - 前468年） - ケオス島出身の抒情詩人・九歌唱詩人の一人・ペルシア戦争での勝利を歌う・記憶術でも有名
- ミルティアデス（前550年頃 - 前489年） - アテナイの軍人・ケルソネソスの僭主・マラトンの戦いでペルシア軍を破る
- パルメニデス（前540年頃 - ？） - エレア派の哲学者・ゼノンの師でプラトンのイデア論にも影響・教訓詩『自然について』断片が残存
- ヘラクレイトス（前540年頃 - 前480年頃？） - エペソス出身の哲学者・万物の根源を「火」とし「万物流転」を唱える
- レオニダス1世（？ - 前480年） - スパルタ王（在位前489年 - 前480年）・テルモピュライの戦いでスパルタ人300人と玉砕を遂げる
- アリステイデス（前530年 - 前468年） - アテナイの政治家・テミストクレスの政敵・陶片追放にも遭うが「正義の人」と称される
- アイスキュロス（前525年 - 前456年） - アテナイの悲劇作家・三大悲劇詩人の一人・作品に『縛られたプロメテウス』などがある
- テミストクレス（前524年/前520年頃 - 前459年/前455年頃） - アテナイの政治家・軍人・サラミスの海戦でペルシア軍に勝利する
- パウサニアス（？ - 前470年） - スパルタの王族・レオニダス1世の甥・ギリシア連合軍を率いプラタイアの戦いで勝利する
- ミレトスのヒッポダモス（生没年不詳） - ギリシア人の都市計画家・ミレトスやピレウスの都市計画に関与しアーバニズムの先駆者となる
- バッキュリデス（前520年頃 - 前450年） - ケオス島出身の詩人・九歌唱詩人の一人・『ディテュランボス』や多数の祝勝歌で有名
- ピンダロス（前522年/前518年 - 前442年/前438年）・テーバイ出身の詩人・九歌唱詩人の一人・祝勝歌「ピュティア勝利歌」が有名
- カリアス2世（生没年不詳） - アテナイの政治家・ペルシア王アルタクセルクセス1世とのカリアスの和約でペルシア戦争を終結
- キモン（前510年 - 前450年） - アテナイの政治家・将軍・デロス同盟によるアテナイの海上覇権（アテナイ帝国）を現出させる
- プロタゴラス（前500年？ - 前430年？） - アテナイの弁論家・ソフィストの一人・「万物の尺度は人間」の相対主義で知られる
- アナクサゴラス（前500年頃 - 前428年頃） - クラゾメナイ出身でアテナイで活躍した哲学者・多元論を唱える・ペリクレスは弟子
- ソポクレス（前496年 - 前406年） - アテナイの悲劇作家・三大悲劇詩人の一人・作品に『オイディプス王』などがある
- アテナイのエフィアルテス（英語版）（？ - 前461年） - アテナイの政治家・ペリクレスらとともにキモンを追放しアレオパゴス会議の実権を奪う
- ペリクレス（前495年頃 - 前429年） - アテナイの政治家・キモンを追放し将軍として実権を握り全盛期のアテナイを指導
- エレアのゼノン（前490年頃 - 前430年頃） - エレア派の哲学者・パルメニデスの弟子・「アキレスと亀」のゼノンのパラドックスで有名
- エンペドクレス（前490年頃 - 前430年頃） - アクラガス出身の哲学者・四元素説を唱えた・エトナ山から投身したか
- ペイディアス（前490年頃 - 前430年頃） - アテナイの彫刻家・建築家・ペリクレスと知己でパルテノン神殿造営の総監督を務める
- ポリュクレイトス（生没年不詳） - アルゴス派の彫刻家・ペイディアスと並び古典主義様式を確立・「ドリュポーロス（槍を持つ人）」他がある
- ゴルギアス（前487年 - 前376年） - レオンティノイ出身でアテナイで活躍した弁論家・ソフィストの一人・プラトンが『ゴルギアス』を執筆
- ヘロドトス（前485年頃 - 前425年頃） - ハリカルナッソス出身の歴史家・ペルシア戦争をもとに『歴史』を著し「歴史の父」と呼ばれる
- クレオン（？ - 前422年） - アテナイの政治家・もとは靴製造業者・ペリクレス没後の衆愚政治時代のデマゴーグとされる
- エウリピデス（前480年頃 - 前406年頃） - アテナイの悲劇作家・三大悲劇詩人の一人・作品に『メディア』などがある
- ミュロン（前480年頃 - 前445年） - アッティカ地方エレウテライ出身の彫刻家・「円盤を投げる人（ディスコボロス）」が有名
- ソクラテス（前469年頃 - 前399年） - アテナイの哲学者・対話を通じて「無知の知」を探求・弟子にプラトンやクセノポン・死刑にされる
- アスパシア（前470年 - 前400年） - ミレトス出身の女性・将軍ペリクレスの愛人・小ペリクレスの母・ソクラテスとも交渉があった
- クリティアス（前460年頃 - 前403年） - アテナイの政治家・ソクラテスの弟子・アテナイの三十人政権の指導者となる
- ヒポクラテス（前460年 - 前370年頃） - エーゲ海のコス島出身の医師・迷信を排し四体液説を唱え「医学の父」と呼ばれる
- デモクリトス（前460年頃 - 前370年頃） - アブデラ出身の哲学者・レウキッポスの弟子で原子論を大成する
- ニキアス（前460年頃 - 前413年） - アテナイの政治家・ペロポネソス戦争の和平派でニキアスの和約を結ぶがシチリア遠征に失敗
- トゥキディデス（前460年頃 - 前395年） - アテナイの軍人・ペロポネソス戦争を指揮・後に歴史家としてこの戦争の記録『戦史』を執筆
- ヘルモクラテス（前450年頃 - 前407年） - シチリア島のシュラクサイの政治家・ペロポネソス戦争での反アテナイ陣営で活躍
- アルキビアデス（前450年頃 - 前404年頃） - アテナイの政治家・ペロポネソス戦争の主戦派・シチリア遠征を前に逃亡
- アギス2世（？ - 前401年/前400年） - スパルタ王（在位前427年 - 前401年/前400年）・ペロポネソス戦争に勝利し覇権を握る
- アリストパネス（前446年 - 前385年） - アテナイの喜劇作家・ペロポネソス戦争への批判をこめた『女の平和』などで知られる

#### 共和政ローマ
- アグリッパ・メネニウス・ラナトゥス（？ - 前493年） -  ローマの執政官（在任前503年）・聖山事件でプレブスをパトリキを和解させる
- グナエウス・マルキウス・コリオラヌス（前519年頃 - ？) - ローマの将軍・ウォルスキ人と戦う・シェークスピア悲劇『コリオレイナス』のモデル
- ルキウス・クィンクティウス・キンキナトゥス（生没年不詳） - ローマの独裁官（在任前458年、前439年）・アエクイ族らを斥ける
- アッピウス・クラウディウス・クラッスス・インレギッレンシス・サビヌス（生没年不詳） - ローマの執政官（在任前451年）で十人委員会の一人・十二表法を制定
- ガイウス・カヌレイウス（生没年不詳） - ローマの護民官（在任前445年）・貴族と平民の結婚を認めるカヌレイウス法を制定
- マルクス・フリウス・カミルス（前446年 - 前365年） -  ローマの軍人・ケルト人を追い払い「ローマ第二の創建者」と呼ばれる

### 西アジア世界
- ダレイオス1世（前558年 - 前486年頃） - アケメネス朝ペルシア王（在位前521年 - 前486年）・王国の最盛期でペルセポリスを造営
- クセルクセス1世（前519年 - 前465年） - アケメネス朝ペルシア王（在位前486年 - 前465年）・ペルシア戦争に敗北する
- マルドニオス（？ - 前479年） - アケメネス朝ペルシアの将軍・クセルクセス1世の従兄弟・アテナイを破壊したがプラタイアイの戦いで敗死
- ダレイオス2世（？ - 前405年） - アケメネス朝ペルシア王（在位前424年 - 前405年）・ペロポネソス戦争ではスパルタと手を結ぶ
- アルタクセルクセス2世（前430年頃 - 前359年頃） - アケメネス朝ペルシア王（在位前404年 - 前359年頃）・弟小キュロスの反乱鎮圧
- クニドスのクテシアス（生没年不詳） - ペルシア王アルタクセルクセス2世の侍医・『ペルシア誌』『インド誌』などの著作で知られる
- 小キュロス（？- 紀元前401年） - アケメネス朝ペルシアの王子でサルディス総督・兄アルタクセルクセス2世に反乱を起こすが戦死
- エズラ（生没年不詳） - エルサレムの律法書記官・バビロン捕囚から解放されたユダヤ人を指導し律法を復興・『エズラ記』に詳しい
- ネヘミヤ（生没年不詳） - ペルシアの総督・バビロン捕囚から帰還したユダヤ人とエルサレム城壁を再建・『ネヘミヤ記』に詳しい
- エステル（生没年不詳） - 旧約聖書の伝承ではペルシア王アハシュエロス（クセルクセス1世)の王妃・ユダヤ人を救いプリム祭の起源となる

### 南アジア
- ゴータマ・シッダッタ（シャカ）（前463年 - 前383年、生没年は諸説あり） - 仏教の開祖・釈迦（釈尊）や仏陀とも呼ばれる
- マハーヴィーラ（シャカと同時代） - ジャイナ教の開祖・ヴァルダマーナやニガンダとも呼ばれる・仏典では六師外道の一人
- マッカリ・ゴーサーラ（シャカと同時代） - インドのアージーヴィカ教の開祖・仏典では六師外道の一人・厳格な決定論と宿命論が特徴
- アジタ・ケーサカンバリン（シャカと同時代） - インドのチャールヴァーカ派（順世派）の思想家・仏典では六師外道の一人・唯物論と快楽主義が特徴
- サンジャヤ・ベーラッティプッタ（シャカと同時代) - インドの懐疑論者・仏典では六師外道の一人・サーリプッタらの師であったと伝わる
- プーラナ・カッサパ（シャカと同時代） - インドの道徳否定論者・仏典では六師外道の一人・因縁や業を否定し善悪の区分を否定した
- パクダ・カッチャーヤナ（シャカと同時代） - インドの七要素論者・仏典では六師外道の一人・チャールヴァーカ派の四要素論を発展させたものか
- ビンビサーラ（シャカと同時代） - インドのマガダ国の王・アジャータシャトルは息子・深く仏教に帰依し釈迦に対し竹林精舎を寄進
- アジャータシャトル（シャカと同時代） - インドのマガダ国の王・仏典ではデーヴァダッタの教唆で父王ビンビサーラを殺害し王となる
- プラセーナジット（シャカと同時代） - インドのコーサラ国の王・第一夫人マッリカーは『勝鬘経』でジェータ太子は祇園精舎寄進で有名
- ヴィドゥーダバ（シャカと同時代） - インドのコーサラ国の王・プラセーナジットの子でジェータ太子の兄弟・シャカ族を滅ぼす
- マハーカッサパ（生没年不詳） - 仏教第2祖・釈迦十大弟子の一人で頭陀第一と言われる・第1回仏典結集を指導・漢訳では摩訶迦葉
- アーナンダ（生没年不詳） - 仏教第3祖・釈迦十大弟子の一人で多聞第一と言われ第1回仏典結集でも活躍・漢訳では阿難陀